# Cahors
Cahors é uma cidade francesa, capital do departamento de Lot, situada nas margens do rio Lot. É um centro comercial (vinhos), indústrias (fabrico de lâmpadas, calçado, conservas, etc).
Era conhecida como Divona ou Divona dos Cadurcos (em latim: Divona Cadurcorum) durante o período romano.
Durante a Idade Média, foi a sede principal dos prestamistas do Sul de França (Cahorsini, Cawerches)
De 1321 a 1751, teve universidade.
Nessa cidade nasceu o Papa João XXII, que pontificou entre 1316 e 1334.

## Monumentos
- Catedral com cúpula (sécs. XI-XV)

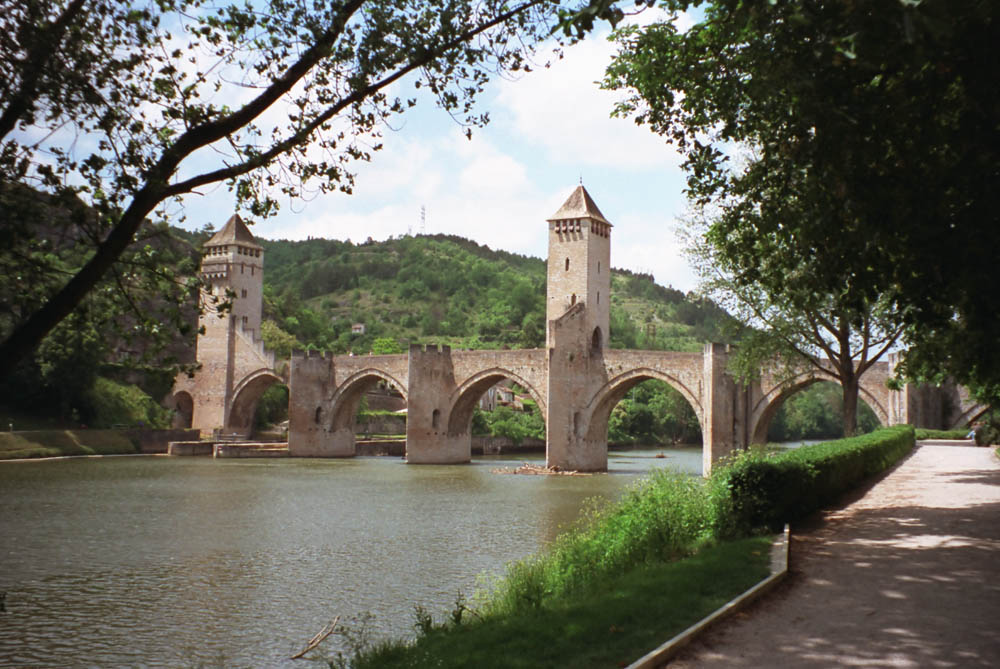
Ponte fortificada de Valentré

- Ponte fortificada de Valentre, com três torres